# Castellaraccio di Monteverdi
Il castellaraccio di Monteverdi era un insediamento fortificato medievale situato nel territorio comunale di Civitella Paganico, nella provincia di Grosseto, all'interno della Tenuta di Monteverdi, lungo la media valle dell'Ombrone. Il sito è oggetto di scavi archeologici dal 2018 da parte del Department of Classics dell'University at Buffalo, i quali hanno restituito un quadro stratigrafico che documenta fasi di frequentazione comprese tra l’età ellenistica e il XIV secolo.

## Geografia
Il "castellaraccio" sorge su una collina ellittica, con un’estensione di circa 1.900 m², a breve distanza dal fiume Ombrone e dalla moderna tenuta agricola. L’insediamento è diviso in un settore superiore, fortificato e dotato di strutture difensive e amministrative, e un settore inferiore, probabilmente residenziale, disposto lungo i versanti meridionali e occidentali.
Il castello occupava una posizione strategica di controllo lungo la valle dell’Ombrone, dominando un tratto cruciale del fiume e, in particolare, il passaggio sul Ponte del Sasso. Il castellaraccio rappresentava inoltre il baluardo più meridionale del territorio dell’Ardenghesca, configurandosi come un punto nevralgico nelle dinamiche di controllo territoriale e amministrativo, soprattutto in funzione difensiva rispetto ai possedimenti e alle pretese della potente famiglia degli Aldobrandeschi.
Il castellaraccio di Monteverdi è un esempio rilevante del processo di incastellamento nella Toscana meridionale medievale. Lo scavo ha contribuito a chiarire le dinamiche sociali, economiche e insediative legate al dominio della famiglia Ardengheschi e alla trasformazione del paesaggio tra Alto Medioevo e periodo comunale.

## Storia
Le prime fonti scritte che menzionano il sito risalgono al XII secolo come possedimento della famiglia degli Ardengheschi. Nel 1140 una bolla papale assegna un terzo del castello all'abbazia di San Salvatore di Giugnano, mentre nel 1143 i restanti due terzi vengono confermati all'abbazia dell'Ardenghesca. Il castellaraccio fu incorporato nel dominio senese nel 1202 e progressivamente abbandonato in seguito alla fondazione del borgo franco di Paganico nel 1292. Nel 1297 è menzionato come destructus et nullus habitat in eodem.

## Scavi archeologici
Gli scavi, iniziati nel 2018 e tuttora in corso, hanno interessato varie aree del sito, evidenziando una lunga sequenza stratigrafica. Le fasi insediative identificate vanno:
- da presenze sporadiche in età etrusco-ellenistica (V–III secolo a.C.),
- a un primo insediamento altomedievale (VIII–X secolo),
- alla fondazione del castello con le sue cinte murarie (fine XI–inizio XII secolo),
- fino alla fase di massima attività (XII–XIII secolo),
- e al riuso occasionale nel XIV secolo.

Tra i reperti più significativi figurano:
- un piccolo tesoretto di monete d’argento (grosso senese e pisano),
- una matrice di sigillo con giglio fiorentino,
- una rara pedina da scacchi in osso di tipo islamico stilizzato,
- cinque fuseruole in ceramica e resti ceramici e faunistici che attestano attività domestiche e produttive.

## Economia e vita quotidiana
Lo studio dei reperti ceramici (oltre 1.800 frammenti) ha restituito evidenze di maiolica arcaica, ceramiche da fuoco, e strumenti legati alla trasformazione alimentare. Le analisi archeozoologiche indicano un’economia basata su allevamento (bovini, suini, ovicaprini), integrazione con caccia e sfruttamento delle risorse ambientali. Sono attestati anche animali da compagnia o da controllo dei parassiti (gatto) e fauna selvatica d'interesse alimentare (cinghiale, capriolo, lepre).